# Nicolás Schenone
Nicolás Andrés Schenone Paz de Olivera (Montevideo, 24 aprile 1986) è un ex calciatore uruguaiano, di ruolo centrocampista.

## Carriera

### Club
Ha giocato nella massima serie dei campionati uruguaiano e greco, e nella seconda divisione spagnola.